# I Wanna Dance with Somebody
I Wanna Dance with Somebody е американска биографична музикална драма от 2022 г., който се разказва за живота на певицата Уитни Хюстън. Филмът е режисиран от Каси Лемънс по сценарий на Антъни МакКартън, а бившият продуцент на Хюстън – Клайв Дейвис, служи като продуцент на филма. Във филма участват Наоми Аки като Хюстън, Стенли Тучи като Дейвис, заедно с Аштън Сандърс, Тамара Тюни, Нафеса Уилямс и Кларк Питърс в поддържащи роли.
Филмът излиза по кината на 21 декември 2022 г. в Съединените щати от „Сони Пикчърс Релийзинг“, и в България от „Александра Филмс“.